# Hans Binder (Leichtathlet)
Hans Binder (* 17. Januar 1949 in Stierberg) ist ein ehemaliger deutscher Leichtathlet, der sich auf das Gehen spezialisiert hatte.

## Karriere
Binder trat von 1975 bis 1978 für den Post-Sportverein Mühldorf an. Ab 1979 ging er für den LAC Quelle in Fürth.
Bei Deutschen Meisterschaften gewann er von 1976 bis 1980 fünfmal eine Medaille im 50-km-Gehen, 1978 und 1979 siegte er. Mit der Mannschaft von Quelle Fürth gewann er 1979 und 1980 den Titel. 1979 gewann er außerdem den Meistertitel im 20-km-Mannschaftsgehen.
Von 1975 bis 1980 trat Binder bei 18 Meisterschaften und Länderkämpfen im Nationaltrikot an. 1976 stand das 50-km-Gehen nicht auf dem Olympiaprogramm. Stattdessen wurde in Malmö eine Weltmeisterschaft ausgetragen. Alle sechs deutschen Geher aus Ost und West erreichten einen Platz unter den besten 19 Athleten, Binder kam als 19. ins Ziel. 1978 belegte Binder bei den Europameisterschaften in Prag den 13. Platz.

## Bestleistungen
- 20-km-Gehen: 1:29:37 Stunden am 12. April 1980 in Gießen
- 50-km-Gehen: 3:57:31 Stunden am 30. September 1979 in Eschborn